# Jerzy Józef Kopeć
Jerzy Józef Kopeć (ur. 11 grudnia 1938 w Laskach, zm. 24 października 2010 w Łodzi), kapłan z zakonu pasjonistów, teolog-liturgista. 
W 1956 roku. wstąpił do nowicjatu Pasjonistów, który odbył w Sadowiu koło Ostrowa Wielkopolskiego. Po rocznej formacji złożył pierwszą profesję zakonną 1 września 1957 roku. Święcenia kapłańskie otrzymał 2 lutego 1963 roku. W tym samym roku został skierowany na studia specjalistyczne w zakresie teologii pastoralnej na Wydział Teologii Katolickiego Uniwersytetu Lubelskiego. Tytuł zawodowy magistra uzyskał 17 grudnia 1965 roku, na podstawie pracy „Dzieje nabożeństwa Drogi Krzyżowej w Polsce do końca XVII wieku”. Doktorat obronił 26 maja 1971 na podstawie pracy Kult Męki Pańskiej w Polsce w świetle przedtrydenckich tekstów wotywnych, napisanej pod kierunkiem ks. prof. Mariana Rechowicza. W 1971 roku został zatrudniony na KUL jako pracownik naukowy i dydaktyczny. Habilitował się w 1985 roku na podstawie pracy Przedtrydencki kult NMP w Polsce w świetle ksiąg liturgicznych, modlitewników i literatury dewocyjnej.  Prof. dr hab. nauk teologicznych od 1991 r. Do 2004 r. kierował Katedrą Teologii Liturgii Wydziału Teologii Katolickiego Uniwersytetu Lubelskiego. Członek czynny Towarzystwa Naukowego KUL. Autor wielu prac z dziedziny formacji liturgicznej, kultury religijnej, liturgii wspólnot i ruchów eklezjalnych, obrzędowości ludowej i teologii liturgii. W 2004  został odznaczony Krzyżem Kawalerskim Orderu Odrodzenia Polski.